# Čestný prsten města Vídně
Čestný prsten města Vídně (německy Ehrenring der Stadt Wien) je od roku 1925 udělované ocenění města Vídeň. Udělováno je osobnostem, které se ve velké míře zasloužily o zviditelnění města prostřednictvím vědeckých nebo uměleckých příspěvků a to i za hranicemi Rakouska. Jde o třetí nejvyšší ocenění udělované městem.

## Vzhled a historie
Jde o zlatý pečetní prsten, na jehož vrcholu je zlatě rámovaná onyxová destička ve tvaru štítu s velkým znakem města – zlatým orlem se štítem s bílým křížem na červeném poli. Obě strany prstenu jsou lemovány zlatými lístky vavřínu. Na vnitřní straně je destička s gravírovaným jménem nositele a datem udělení.
Vznik ocenění inicioval starosta Karl Seitz. Prsten byl poprvé předán 1. září 1925.

## Seznam vyznamenaných

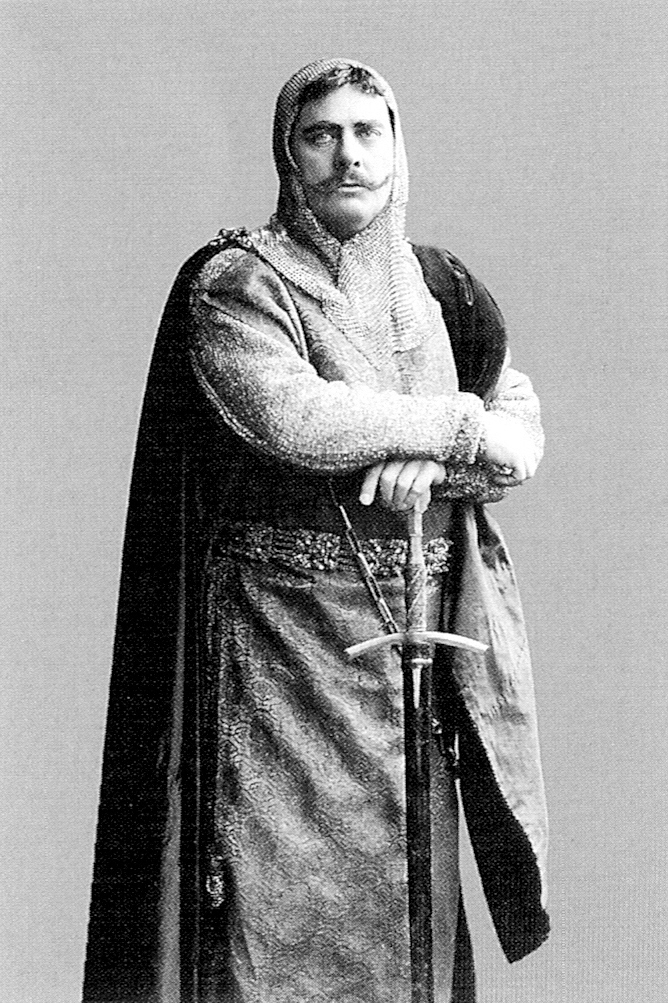
Max Devrient

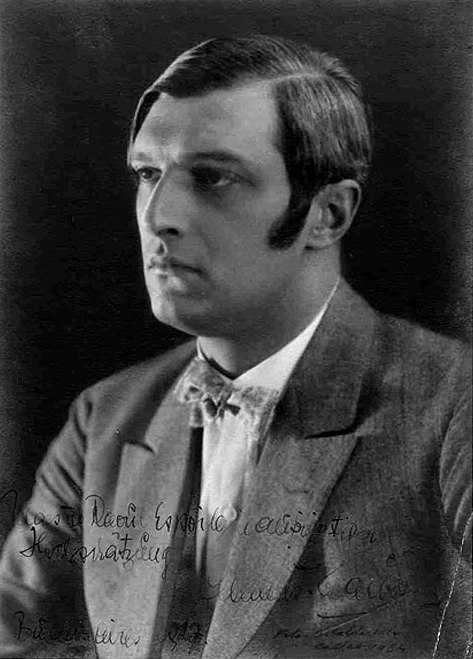
Clemens Krauss

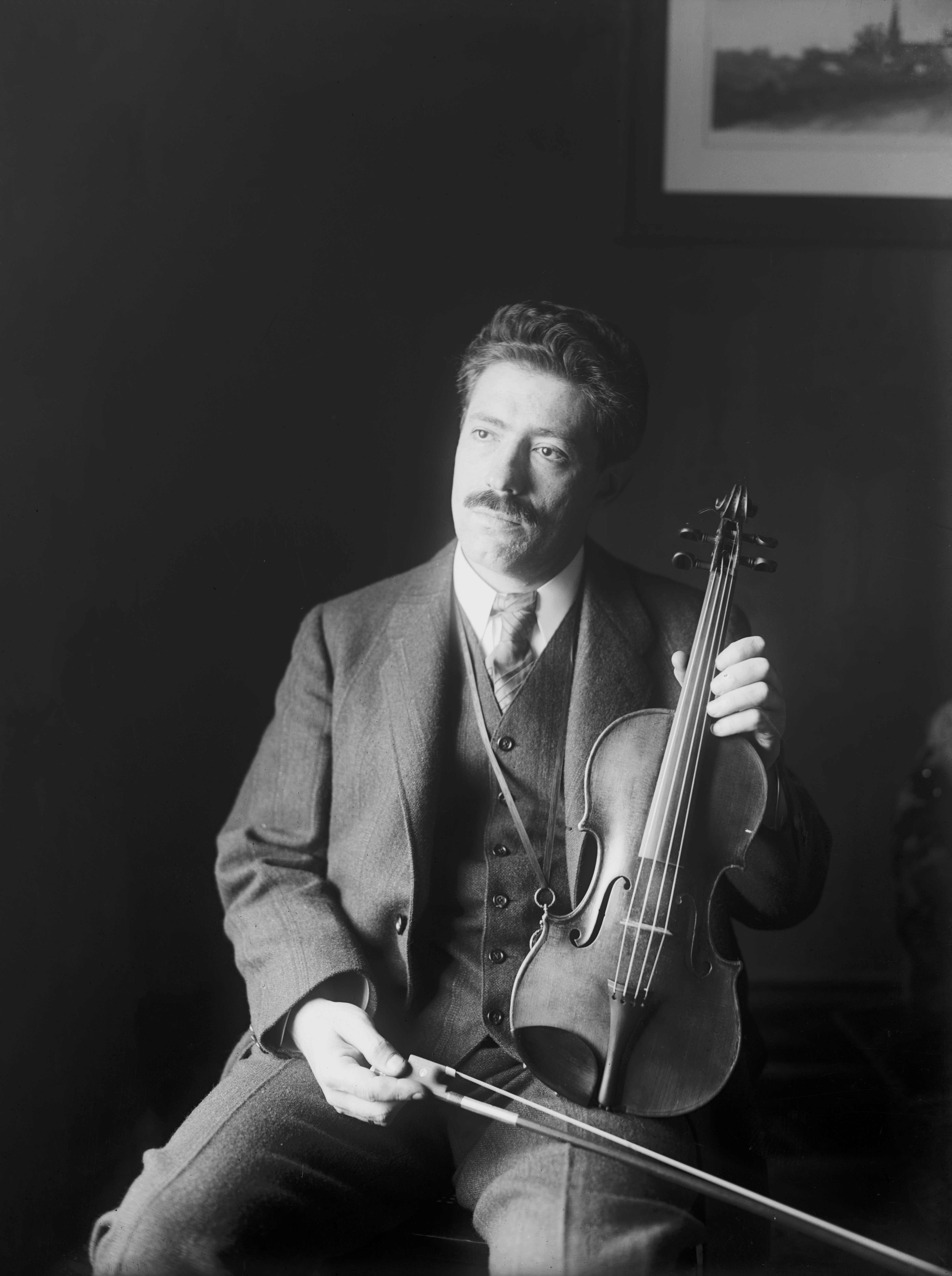
Fritz Kreisler

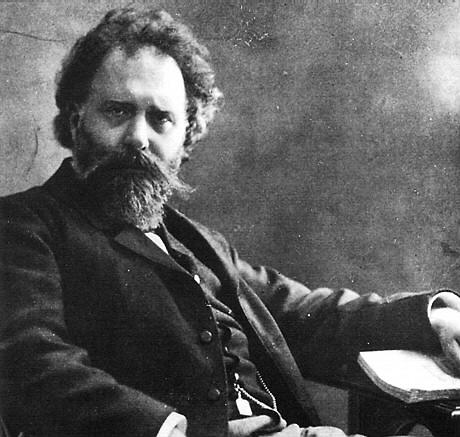
Wilhelm Kienzl

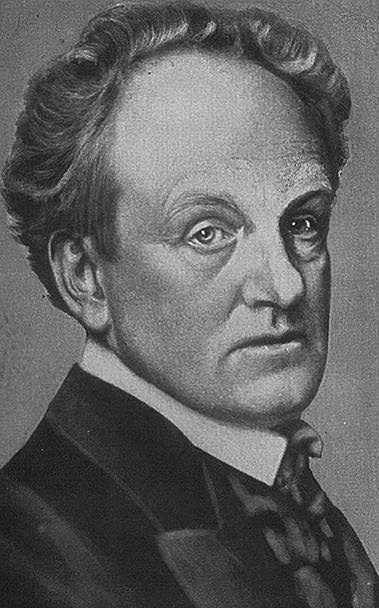
Gerhart Hauptmann

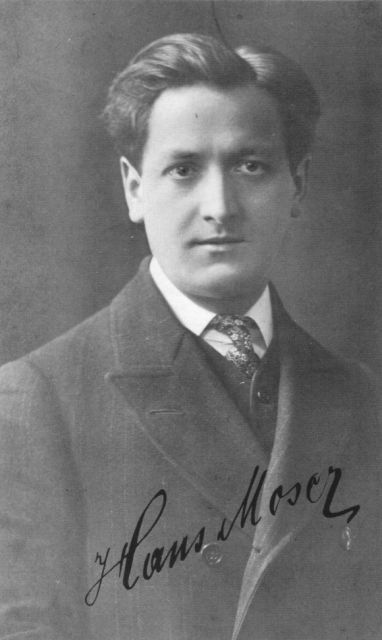
Hans Moser

| Jméno                      | Rok  |
| -------------------------- | ---- |
| Ludwig Lazar Basch         | 1925 |
| August Sauer               | 1925 |
| Gustav Grünhut             | 1926 |
| Regina Kreidl              | 1927 |
| Franz Bucher               | 1928 |
| Alois Seidl                | 1928 |
| Leo Salkind                | 1928 |
| Hugo Lex                   | 1928 |
| Ignaz Hörnisch             | 1928 |
| Max Devrient               | 1928 |
| Hans Wielander             | 1928 |
| Josef Zuleger              | 1929 |
| Leopold Gröber             | 1929 |
| Johann Gstier              | 1929 |
| Josef Harthan              | 1929 |
| Karl Merten                | 1929 |
| Julius Schmid              | 1929 |
| Anton Schmidt              | 1929 |
| Franz Reidinger            | 1929 |
| Wilhelm Schubert           | 1929 |
| Josef Schaffer             | 1929 |
| Alois Neßwetha             | 1929 |
| Leopold Nowak              | 1929 |
| Franz Junghofer            | 1929 |
| Josef Kalous               | 1929 |
| Franz Dirnhofer            | 1929 |
| Friedrich Feiler           | 1929 |
| Anton Fiedler              | 1929 |
| Johann Fritschek           | 1929 |
| Karl Fuhrmann              | 1929 |
| Heinrich Karl Ohrfandl     | 1930 |
| Rudolf Kalmar              | 1931 |
| Josef Seyfried             | 1931 |
| Leopold Langer             | 1931 |
| Clemens Krauss             | 1932 |
| Johann Schulteis           | 1933 |
| Armin Tyroler              | 1933 |
| Fritz Kreisler             | 1935 |
| Johann Ganglberger         | 1936 |
| Hans Sperl                 | 1936 |
| Ludwig Karpath             | 1936 |
| Siegfried Carl Türkel      | 1936 |
| Otto Tressler              | 1937 |
| Hans Voltelini             | 1937 |
| Wilhelm Kienzl             | 1937 |
| Lotte Medelsky             | 1937 |
| Carl Zeska                 | 1937 |
| Viktor Keldorfer           | 1938 |
| Richard Waldemar           | 1939 |
| Kamillo Andreas Horn       | 1940 |
| Franz Lehár                | 1940 |
| Ferdinand Andri            | 1941 |
| Franz Karl Ginzkey         | 1941 |
| Max von Millenkovich       | 1941 |
| Rudolf Bacher              | 1942 |
| Max Mell                   | 1942 |
| Joseph Marx                | 1942 |
| Gerhart Hauptmann          | 1942 |
| Josef Weinheber            | 1942 |
| Hedwig Bleibtreu           | 1943 |
| Hugo Thimig                | 1944 |
| Hans Pfitzner              | 1944 |
| Raoul Aslan                | 1946 |
| Georg Wilhelm Pabst        | 1948 |
| Robert Maria Prosl         | 1948 |
| Heinrich Schedl            | 1948 |
| Rudolf Sieczyński          | 1948 |
| Johann Witzmann            | 1948 |
| Michael Rabenlechner       | 1948 |
| Edmund Eysler              | 1949 |
| Edwin Rollett              | 1949 |
| Ludwig Gruber              | 1950 |
| Karl Stemolak              | 1950 |
| Oscar Straus               | 1950 |
| Hans Moser                 | 1950 |
| Ferdinand Bruckner         | 1951 |
| Erich Tschermak-Seysenegg  | 1951 |
| Eduard Heinl               | 1951 |
| Hans Spitzy                | 1952 |
| Wolfgang Denk              | 1952 |
| Alfons Dopsch              | 1953 |
| Felix Braun                | 1955 |
| Clemens Holzmeister        | 1955 |
| Franz Theodor Csokor       | 1955 |
| Richard Meister            | 1956 |
| Josef Luitpold Stern       | 1956 |
| Karl von Frisch            | 1957 |
| Bruno Walter               | 1956 |
| Albert Paris Gütersloh     | 1957 |
| Paul Schebesta             | 1957 |
| Ewald Balser               | 1958 |
| Leopold Schönbauer         | 1958 |
| Anton Rohrhofer            | 1958 |
| Werner Krauß               | 1959 |
| Otto Rommel                | 1960 |
| Alfred Verdroß-Droßberg    | 1960 |
| Karl Wolff                 | 1960 |
| Arnold Pillat              | 1961 |
| Josef Krips                | 1962 |
| Lotte Lehmann              | 1963 |
| Hans Thirring              | 1963 |
| Emil Karl Blümml           | 1964 |
| Herbert Boeckl             | 1964 |
| Karl Böhm                  | 1964 |
| Tassilo Antoine            | 1965 |
| Hubert Kunz                | 1965 |
| Lorenz Böhler              | 1965 |
| Heimito von Doderer        | 1966 |
| Martin Gusinde             | 1966 |
| Hans Kelsen                | 1966 |
| Rudolf Egger               | 1967 |
| Rudolf Henz                | 1967 |
| Richard Neutra             | 1967 |
| Maria Jeritza              | 1967 |
| Karl Fellinger             | 1969 |
| Helene Thimig              | 1969 |
| Rudolf Kalmar              | 1970 |
| Franz Salmhofer            | 1970 |
| Ernst Krenek               | 1970 |
| Albin Lesky                | 1971 |
| Carl Zuckmayer             | 1971 |
| Erich Schmid               | 1971 |
| Fritz Hochwälder           | 1972 |
| Johannes Messner           | 1972 |
| Hans Swarowsky             | 1974 |
| Anna Freud                 | 1975 |
| Eduard Schrack             | 1975 |
| Rudolf Gamsjäger           | 1976 |
| Leopold Breitenecker       | 1977 |
| Fred Hennings              | 1977 |
| Paul Hörbiger              | 1977 |
| Johann Navratil            | 1979 |
| Viktor E. Frankl           | 1980 |
| Ernst Haeusserman          | 1981 |
| Hans Thimig                | 1981 |
| Hermann Thimig             | 1981 |
| Hans Jaray                 | 1981 |
| Leonard Bernstein          | 1982 |
| Egon Seefehlner            | 1982 |
| Hans Weigel                | 1982 |
| Paula Wessely              | 1982 |
| Käthe Gold                 | 1982 |
| Friedrich August Hayek     | 1983 |
| Josef Meinrad              | 1983 |
| Karl Popper                | 1983 |
| Manès Sperber              | 1983 |
| Peter Alexander            | 1984 |
| Franz Stoß                 | 1984 |
| Karl Dönch                 | 1985 |
| Carry Hauser               | 1985 |
| Roland Rainer              | 1985 |
| Marcel Prawy               | 1986 |
| Leonie Rysanek             | 1986 |
| Hansl Schmid               | 1986 |
| Paul Hoffmann              | 1987 |
| György Ligeti              | 1987 |
| Fritz Eckhardt             | 1989 |
| Friedrich Gulda            | 1989 |
| Peter Ludwig               | 1989 |
| Josef Bandion              | 1990 |
| Walter Spiel               | 1990 |
| Teddy Kollek               | 1991 |
| Claudio Abbado             | 1994 |
| Plácido Domingo            | 1994 |
| Udo Jürgens                | 1994 |
| Carl Szokoll               | 1995 |
| Hans Carl Artmann          | 1996 |
| Robert Jungbluth           | 1997 |
| Margarete Schütte-Lihotzky | 1997 |
| Otto Schenk                | 1997 |
| Hans Hotter                | 1998 |
| Johannes Heesters          | 1999 |
| Fritz Muliar               | 1999 |
| Harry Zohn                 | 1999 |
| Heinz von Foerster         | 2001 |
| Erika Weinzierl            | 2001 |
| Leon Zelman                | 2001 |
| Werner Welzig              | 2002 |
| Joe Zawinul                | 2002 |
| Josef Mikl                 | 2004 |
| Friederike Mayröcker       | 2004 |